# Vinto (plaats)
Vinto is een stad in het departement Cochabamba in Bolivia. Het is de hoofdplaats van de gemeente Vinto in de provincie Quillacollo.